# Gosset de les praderies
Els gossets de les praderies o gosset de la prada (Cynomys) són un gènere de mamífers rosegadors de la família dels esciúrids. Són originaris de les praderies americanes.

## Descripció
Malgrat el seu nom, no són gossos, sinó rosegadors de la mateixa família que les marmotes. El seu nom és degut a un so que emeten quan se senten amenaçats i que recorda als lladrucs. A diferència de les marmotes, els gossets de les praderies no hibernen.
Són animals amb un cos d'aspecte més aviat curt i pesat, amb una cua curta recoberta per un pelatge de color marró. El seu cap és més aviat curt, amb orelles proporcionalment petites, grans ulls que els permeten detectar potencials depredadors i un morro camús i curt en comparació amb altres rosegadors (el cap guarda certa similitud amb la d'un dejú. Posseeix unes llargues ungles, que són utilitzades per excavar els seus caus i, com tots els rosegadors, té dents incisives grans i fortes, que utilitza per tallar les tiges de les plantes que li serveixen d'aliment.
El dimorfisme sexual de la massa corporal en el gos de les praderies varia del 105 al 136% entre mascle i femella.
S'han trobat fòssils del gènere Cynomys s'han datat fins a finals de Blancà, fins a principis de l'Irvingtonià tant per als gossos de les praderies de cua negra com per als de la blanca.

## Espècies existents
HI ha cinc subespècies del gènere Cynomys:
| Imatge | Nom comú                            | Nom científic        | Distribució |
| ------ | ----------------------------------- | -------------------- | --- |
|        | Gosset de les praderies de Gunnison | Cynomys gunnisoni    | Utah, Colorado, Arizona, and New Mexico                                                                                          |
|        | Gosset de les praderies cuablanc    | Cynomys leucurus     | Western Wyoming and western Colorado with small areas in eastern Utah and southern Montana.                                      |
|        | Gosset de les praderies cuanegre    | Cynomys ludovicianus | Saskatchewan, Montana, North Dakota, South Dakota, Wyoming, Colorado, Nebraska, Kansas, Oklahoma, Texas, Arizona, and New Mexico |
|        | Gosset de les praderies mexicà      | Cynomys mexicanus    | Coahuila, Nuevo León, and San Luis Potosí                                                                                        |
|        | Gosset de les praderies de Utah     | Cynomys parvidens    | Utah |